# Onirion celatum
Onirion celatum är en tvåvingeart som beskrevs av Ralph E. Harbach och EL Peyton 2000. Onirion celatum ingår i släktet Onirion och familjen stickmyggor.
Artens utbredningsområde är Peru. Inga underarter finns listade i Catalogue of Life.